# Sam Fox : Aventurier de l'extrême
Sam Fox : Aventurier de l'extrême (Sam Fox: Extreme Adventures) est une série télévisée australienne pour enfants et adolescents en 26 épisodes de 30 minutes, produite par SLR Productions et diffusée entre le 20 juillet 2014 et le 11 janvier 2015 sur le réseau Eleven et sur Cartoon Network.
En France, la série est diffusée depuis 2015 sur France 4 et en Belgique, elle est diffusée depuis le 8 juin 2015 sur OUFtivi, réseau de la RTBF.

## Synopsis
Sam Fox est un adolescent qui fait face au danger et qui brave le désert, l'océan ou encore la jungle profonde. Au cours des épisodes de cette série d'aventure et d'action, le jeune héros devra faire face à des requins meurtriers, des léopards mangeurs d'hommes, des tornades déchaînées, des volcans en éruption ou encore des anacondas géants.

## Fiche technique
- Titre original : Sam Fox: Extreme Adventures
- Titra français : Sam Fox : Aventurier de l'extrême
- Producteur : 	Suzanne Ryan
- Sociétés de production : SLR Productions
- Pays d'origine :  Australie
- Langue d'origine : anglais
- Chaîne d'origine : Eleven
- Genre : Aventure, jeunesse
- Nombre d'épisodes : 26 (1 saison)
- Durée : 30 minutes
- Dates de première diffusion :
  -  Australie : 20 juillet 2014 sur Eleven
  -  France : 2015 sur France 4
  -  Belgique : 8 juin 2015 sur OUFtivi

## Distribution
- Remy Brand (VF : Brice Ournac) : Sam Fox
- Stanley Browning (VF : Gabriel Bismuth-Bienaimé) : Rikki McGrath, meilleur ami de Sam
- Harry Russell (VF : Ethan Mattéo) : Harry Fox, petit frère de Sam, surnommé avec son frère jumeau Jordan Agents H et J
- Angus Russell (VF : Nino Tomé) : Jordan Fox, petit frère de Sam, surnommé avec son frère jumeau Harry Agent H et J
- Andrew Lindqvist (VF : Fabrice Fara) : Nathan Fox, grand frère de Sam
- Charles Mayer (en) (VF : Daniel Lafourcade) : Kingston Fox, père de Sam
- Luca Asta Sardelis (VF : Joséphine Ropion) : April Fox, petite sœur de Sam
- Emily Bagg (VF : Florine Orphelin) : Josie Brown
- Mavournee Hazel : Emma Fernley Granger
- Tiffany Knight (VF : Marie Giraudon) : Laura Fox, mère de Sam et photographe

## Épisodes
1. À requin, requin et demi (Shark Bait)
2. L'Attaque de l'anaconda (Anaconda Ambus)
3. Le Baiser du dragon (Kamodo Prey)
4. Empoisonnés ! (Blue Venom)
5. La Pêche aux serpents (Cobra Combat)
6. Le Mangeur d'hommes (Man Eater)
7. Opération survie (Cat attack)
8. Au cœur de la savane (Panther Pursuit)
9. Le Réveil du volcan (Lava Charge)
10. Panique dans la savane (Elephant Storm)
11. L'Abominable grizzly (Grizzly Trap)
12. Prisonniers du désert (Sand Blast)
13. Un anniversaire très particulier (Rattle Rush)
14. La Morsure de l'araignée (Spider Bite)
15. Périls indiens (Muster Badness)
16. La Pieuvre, le requin et Josie (Alligator Swamp)
17. Gare au rhino (Rhino Rapage)
18. Feu de brousse (Bushfire Rescue)
19. Bataille avec un ours brun (Bear Blitz)
20. Invasion de crocos (Croc Fever)
21. Satanés serpents (Snake Seige)
22. Kayaks et casoar (Cassowary Chaos)
23. Volé par des singes ! (Monkey Mayhem)
24. Entre chien et loup (Dingo Danger)
25. À la recherche du Prince noir (Bollywood Breakout)
26. Échappée sauvage (Polar Peril)